# 卡雷纳克
卡雷纳克（法語：Carennac，法語發音：[kaʁɛnak]）是法国洛特省的一个市镇，属于古尔东区。

## 地理
卡雷纳克（44°55'7"N, 1°43'55"E）面积19 平方千米，位于法国奧克西塔尼大區洛特省，该省份为法国西南部内陆省份，北起顺时针与科雷兹省、康塔爾省、阿韦龙省、塔恩-加龙省、洛特-加龍省和多尔多涅省接壤。
与卡雷纳克接壤的市镇（或旧市镇、城区）包括：贝塔耶、弗卢瓦拉克、然特拉克、米耶尔、托里亚克、韦拉克。

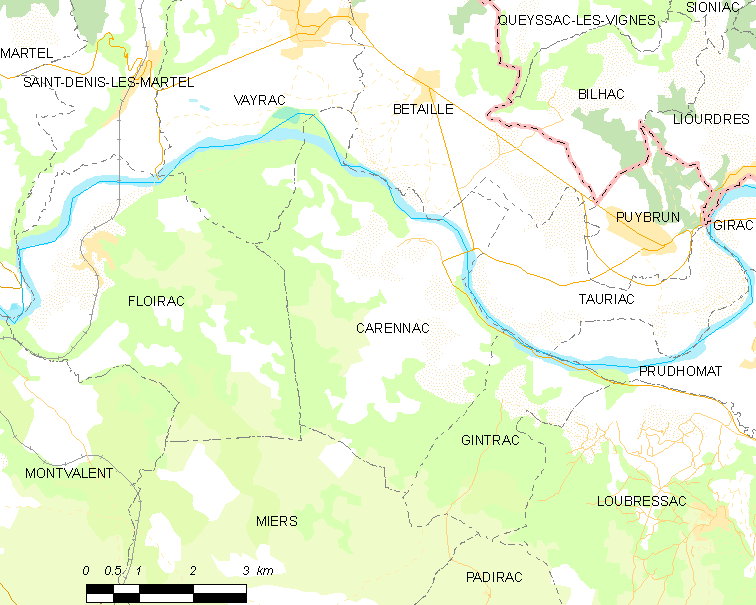
卡雷纳克的OSM定位图

卡雷纳克的时区为UTC+01:00、UTC+02:00（夏令时）。

## 行政
卡雷纳克的邮政编码为46110，INSEE市镇编码为46058。

## 政治
卡雷纳克所属的省级选区为马尔泰勒县。

## 人口

1962-2008年间卡雷纳克人口变化图示

卡雷纳克于2022年1月1日时的人口数量为426人。